# Storia di Nardò

## Origini
Secondo la tradizione, la città di Nerìton fu fondata da un gruppo di cretesi-micenei. Come tutte le città antiche, anche Nardò avrebbe origini leggendarie. Una leggenda narra che la città fu fondata nell'anno 3559 a.C. del calendario ebraico dal mitologico Nereo, proveniente dall'isola greca di Leucade. Un'altra leggenda racconta che a fondare Nardò furono gli Egizi, sulla base dello stemma civico della città, che per alcuni era il Dio Sole, da essi adorato. La terza leggenda vuole che, durante il governo italico di Enotro, un gruppo di abitanti dell'Epiro chiamati "Chones" giunse nella Iapigia e fondò Gallipoli e Nardò. Si dice, inoltre, che la città fu edificata là dove un toro, raspando il terreno con lo zoccolo, fece zampillare acqua, facendo risalire l'etimologia del nome all'illirico "NAR" che vuol dire proprio acqua.
La città ha radici antichissime e forti testimonianze di ogni epoca, dalla preistoria in poi. Numerosissimi i reperti e le testimonianze ritrovate su tutto il territorio, in particolare nella Baia di Uluzzo, nelle diverse grotte, soprattutto in quella di "Uluzzu" e del "Cavallo". Gli elementi archeologici rinvenuti in queste due grotte sono considerati come le prime manifestazioni di arti figurative esistenti in Europa, catalogati nel Paleolitico Medio e Superiore. L'unicità di tali ritrovamenti ha determinato il nome del periodo preistorico definito, appunto, Uluzziano.

## Antichità

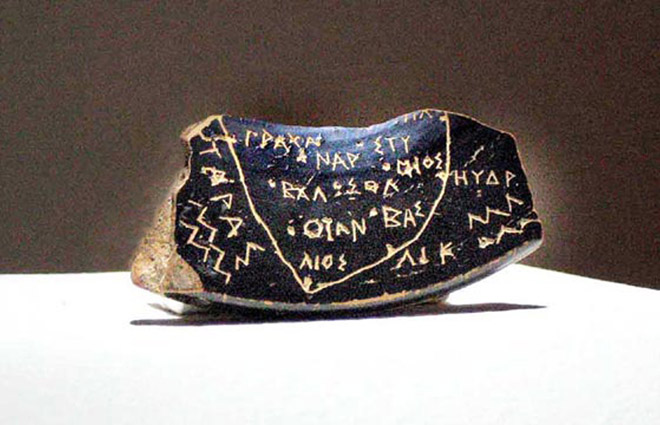
La Mappa di Soleto - La scritta NAP corrisponde all'odierna città di Nardò

Si ipotizza che la nascita di Nardò come centro abitato risalga al VII secolo a.C. con la presenza di un insediamento messapico.
Nel 460 a.C. i salentini-messapi di "Neriton" si allearono con Atene nella lotta contro Siracusa.
Nel III secolo a.C., la città divenne alleata di Pirro e dei Tarantini nella guerra contro i Romani.
Nel 266 a.C., però, la città fu completamente occupata dai Romani, che la saccheggiarono e la distrussero.
Nel 216 a.C., in seguito alla vittoria di Annibale sui Romani a Canne, tutta l'Apulia, col Salento e Nardò, passarono sotto il controllo dei cartaginesi.
Tra il 90 e l'88 a.C. la guerra sociale vide il Salento diviso tra le città latine e italiote, fedeli a Roma, e quelle ribelli dei Peucezi e Messapi, in seguito duramente punite. La sconfitta subita nella cosiddetta Guerra Sociale dagli alleati italici contro Roma, portò Nardò alla rovina in cui giacque per tutta la durata della Repubblica.
Nel 26 a.C., abbandonata per decenni, Nardò fu riedificata sotto l'impero di Ottaviano Augusto con il nome di "Neretum". In meno di un secolo, Neretum prosperò e si riappropriò dell'antica importanza, tanto che gli imperatori Traiano e Adriano la inclusero in un programma di ampliamento della rete viaria dell'Impero. La nuova strada, che doveva creare un'alternativa alla via Appia, era la "Traiana Salentina" e doveva collegare le città di Taranto, Manduria, Nardò, Alezio, Ugento e Vereto.
Alcune iscrizioni rendono noto che la città, già nel III secolo d.C. era ascesa a municipium romanum con un "emporium nauna", da essa dipendente. Questo Emporium è probabilmente identificabile con una grossa borgata di pescatori e mercanti situata sulla costa e dipendente da Nardò: Santa Maria al Bagno.

## Alto Medioevo
In seguito alla caduta dell'Impero romano d'Occidente (476) e alle battaglie tra Bizantini e Goti (544), a Nardò si stabilì la dominazione bizantina (552-554), e solo per un breve periodo che va dal 662 al 690, quella dei Longobardi di cui rimase qualche traccia nel linguaggio e nei contratti nuziali eseguiti secondo lo "Jure Longobardorum".
Nel 761, alcuni monaci basiliani provenienti da Oriente, spinti da un forte vento di scirocco, approdarono sulla costa neretina. Accolti dalla cittadinanza, secondo la leggenda riportata dallo storico neretino Giovan Bernardino Tafuri, i monaci donarono al paese le reliquie di San Gregorio Armeno, evangelizzatore dell'Armenia e fondatore dell'omonima chiesa, le reliquie di San Clemente e il Simulacro del Crocifisso Nero. I monaci diffusero il rito e il culto orientale e svilupparono un sistema di diritto privato ed agrario derivato dai loro paesi d'origine. Nel centro abitato i monaci fondarono l'Abbazia di Santa Maria di Nerito. In seguito alla dominazione bizantina e alla fondazione dell'abbazia basiliana, la lingua greca divenne la principale lingua di Nardò e tale abbazia, divenne l'elemento di congiunzione giurisdizionale con la Chiesa greca e con l'Impero d'Oriente, e resse la città per più di due secoli, non solo spiritualmente, ma anche socialmente e culturalmente. Alle dipendenze dell'abbazia fu creata la "Scholae Scriptoriae" e le grafie greche, allora molto decadute, furono corrette, migliorate e perfezionate al punto che si parlò di "litterae Neretinae" come di un nuovo stile di grafia ellenica. Nardò si inserì saldamente nel tessuto storico-politico della società e della civiltà ellenico-orientale-bizantina con la quale condivideva ormai, lingua, religione e civiltà.
Tra il 901 e il 924 Nardò fu attaccata e saccheggiata dai Saraceni provenienti dalla Sicilia. Nelle cronache dello storico arabo Ibn al-Athir si legge che il principe aglabita Abd Allah, fautore della guerra santa e figlio del feroce Ibrahim ibn Ahmad, si recò a "Naritinu" il 20 luglio 901, e se ne insignorì, dando esempi di giustizia e buona condotta nei confronti dei sudditi.

## Dall'XI al XIV secolo
Nel 1058 Goffredo normanno, nipote di Roberto il Guiscardo, si impadronì di Nardò e Lecce. Tra il 1088 e il 1092, per ordine dello stesso Goffredo, si ricostruirono le mura della città e fu edificato un castello (non più visibile), mentre ai monaci benedettini fu concesso di insediarsi al posto dei basiliani nell'Abbazia di Santa Maria di Nerito.
Nel 1133 re Ruggero II di Sicilia riportò l'ordine nella città che insieme ad altre si era ribellata al potere regio centrale. Fra il 1148 e il 1212 la contea di Nardò fu assegnata al Regio Demanio, venendo a dipendere direttamente dalla corona.

Stemma della Casata Hohenstaufen

Ma dopo l'avvento degli Svevi nel 1212 Nardò fu infeudata dall'imperatore Federico II di Svevia al fedele vassallo Simone della nobile famiglia dei Gentile. Così emerse in città una nuova aristocrazia fedele agli Svevi: per la prima volta la parte ghibellina assumeva la guida della città.
Dopo la morte di Federico II (1250), il popolo neretino rimase fedele a Manfredi, rifiutando ogni obbedienza alla Santa Sede e difendendo i vassalli, fra cui il conte Tommaso Gentile e i suoi familiari; le truppe papali radunarono un forte esercito e lo inviarono contro Manfredi, che però lo sconfisse. In seguito, lo stesso Manfredi inviò un esercito per riconquistare le città sottratte al proprio potere, fra cui Nardò. La città fu, dunque, riconquistata dai mercenari saraceni e restituita al conte Tommaso e ai suoi vassalli. Non appena l'esercito di Manfredi lasciò la Terra d'Otranto, le città di Brindisi, Mesagne e Otranto, fedeli al pontefice, attaccarono nuovamente Nardò per destituire il conte e saccheggiare la già tormentata città; ma Manfredi, appena appresa la notizia, tornò immediatamente indietro, assediò e distrusse Brindisi, città a capo della rivolta, e liberò Nardò, ove fece restaurare le mura diroccate in seguito agli attacchi subiti. Tutto ciò avvenne il 12 febbraio 1255, mentre nel 1256 Tommaso Gentile moriva.
Nel 1266, quando Carlo I d'Angiò, nominato re di Sicilia da papa Clemente IV, scendeva nel regno per combattere gli svevi, Simone Gentile, ultimo discendente della nobile famiglia, era signore di Nardò: l'eroico tentativo della famiglia Gentile contro gli Angioini fu represso col sangue e, secondo la tradizione, il conte Simone Gentile, nel febbraio 1269, fu decapitato nella pubblica piazza con altri nobili ghibellini.
Nel 1271 Carlo I d'Angiò assegnò il feudo neretino e altri territori alla signoria di Filippo de Toucziaco o Toucy, suo consanguineo, che resse la contea fino al 1283. Nel 1284 la reggenza della città passava a Guidone d'Alemagna che sostituiva Giovanni di Chantilly. L'anno dopo, alcuni abati e baroni neretini prestarono giuramento al nuovo re di Napoli, Carlo II d'Angiò, al parlamento di Melfi: tra questi, il reggente Filippo Cinard e il sindaco di Nardò Ruggero cavaliere de Ruggero.
Nel 1289 la città passò dalla nobildonna Mobilia de Cotigny, moglie di Guglielmo Cinard, fratello di Filippo, e poi, di nuovo, al cavaliere Guidone d'Alemagna che dovette far fronte ad alcuni tafferugli tra la popolazione neretina e la comunità ebraica. In questo periodo, la città subì notevoli trasformazioni amministrative, sociali e politiche, e di conseguenza, anche urbanistiche.
Nel 1369, alla morte di Filippo II di Taranto Nardò passò sotto la guida del nipote, Giacomo del Balzo, che oltre al titolo di conte di Nardò, ebbe quello di principe di Taranto e di pretendente al trono di Costantinopoli. Giovanna, regina di Napoli, gli aveva usurpato ogni diritto, sia sul principato di Taranto, sia sulla contea di Nardò, che dopo oltre due secoli tornò alla diretta dipendenza della sovranità regale.
Durante lo scisma della chiesa cristiana, l'antipapa Clemente VII trasformò la sede abbaziale di Nardò in episcopato, nominando primo vescovo della città il neretino fra Matteo de Castello. La città parteggiava per l'antipapa e per la regina Giovanna che le concedeva molti privilegi.
Tra il 1385 e il 1400, i conti Sanseverino, potenti patrizi salernitani, acquistarono la città.

## Dal XV al XVI secolo
Nel 1400 il vescovo de Castello fu cacciato, l'episcopato tornò ad essere sede abbaziale e la città demaniale.
Nel 1406, alla morte di Raimondo Orsini del Balzo, la vedova contessa Maria d'Enghien sposò Ladislao I d'Angiò Re di Napoli, portando in dote il principato di Taranto con la contea di Nardò. Il matrimonio riportò la pace nella città, oltre che una serie di privilegi tra cui l'indulto generale e la riconferma dei privilegi di cui godeva in precedenza.
Nel 1413 l'antipapa Giovanni XXIII elevò l'abbazia neretina a sede episcopale.
Nel 1414, alla morte di re Ladislao, il regno passò alla sorella Giovanna II, ma un anno dopo Nardò fu assaltata da Luigi Sanseverino che, però, governò con giustizia e benevolenza. Proprio con il suo governo rifiorirono le palestre per la ginnastica e l'esercizio delle armi, ma soprattutto le Scuole Neretine in cui studiarono gli intellettuali locali più rappresentativi dell'epoca, in cui insegnavano dotti maestri di grammatica, teologia, filosofia "scientifica" aristotelica. Il Galateo decantò l'importanza di tali scuole.
Nel 1420 Giovanna II conferma con privilegio la contea di Nardò al principe Luigi Sanseverino, conte di Copertino ma, nel 1422 in seguito alla rivolta contro la regina ad opera dello stesso Sanseverino, la contea fu infeudata ai domini degli Orsini Del Balzo.
Alla morte di Giovanni Antonio Orsini Del Balzo, nel 1463, Nardò tornò al principato tarantino di Ferdinando I di Napoli, che venne a visitarla e, data la benevolenza dei cittadini, concesse loro privilegi come il passaggio al demanio diretto della corona.
Nel 1480 l'armata ottomana, dopo aver saccheggiato e occupato Taranto, assalì Gallipoli e Nardò. Nel 1483, a causa della pressante situazione economica del regno, Ferdinando I fu costretto a vendere il feudo di Nardò ad Anghilberto del Balzo Orsini, conte di Ugento e Presicce per la cifra di undicimila ducati.
Il 19 maggio 1484 la flotta veneziana, occupata Gallipoli, cinse le mura neretine e la popolazione, colta alla sprovvista priva di soldati e armi, stremata, si consegnò agli ammiragli veneti filofrancesi. Nardò fu considerata colpevole di lesa maestà, declassata a casale e passata alle dipendenze di Lecce, dopo l'abbattimento delle mura. La città rimase alla giurisdizione di Lecce da marzo a novembre del 1485, quando fu temporaneamente restituita ad Anghilberto del Balzo, lo stesso che l'aveva abbandonata e consegnata al nemico. Per rientrare in possesso della città, egli tradì i suoi complici nella Congiura dei Baroni, e per questo fu decapitato la notte del 12 agosto 1486 dal re aragonese. La città tornò alle dipendenza della corona fino al ducato degli Acquaviva.

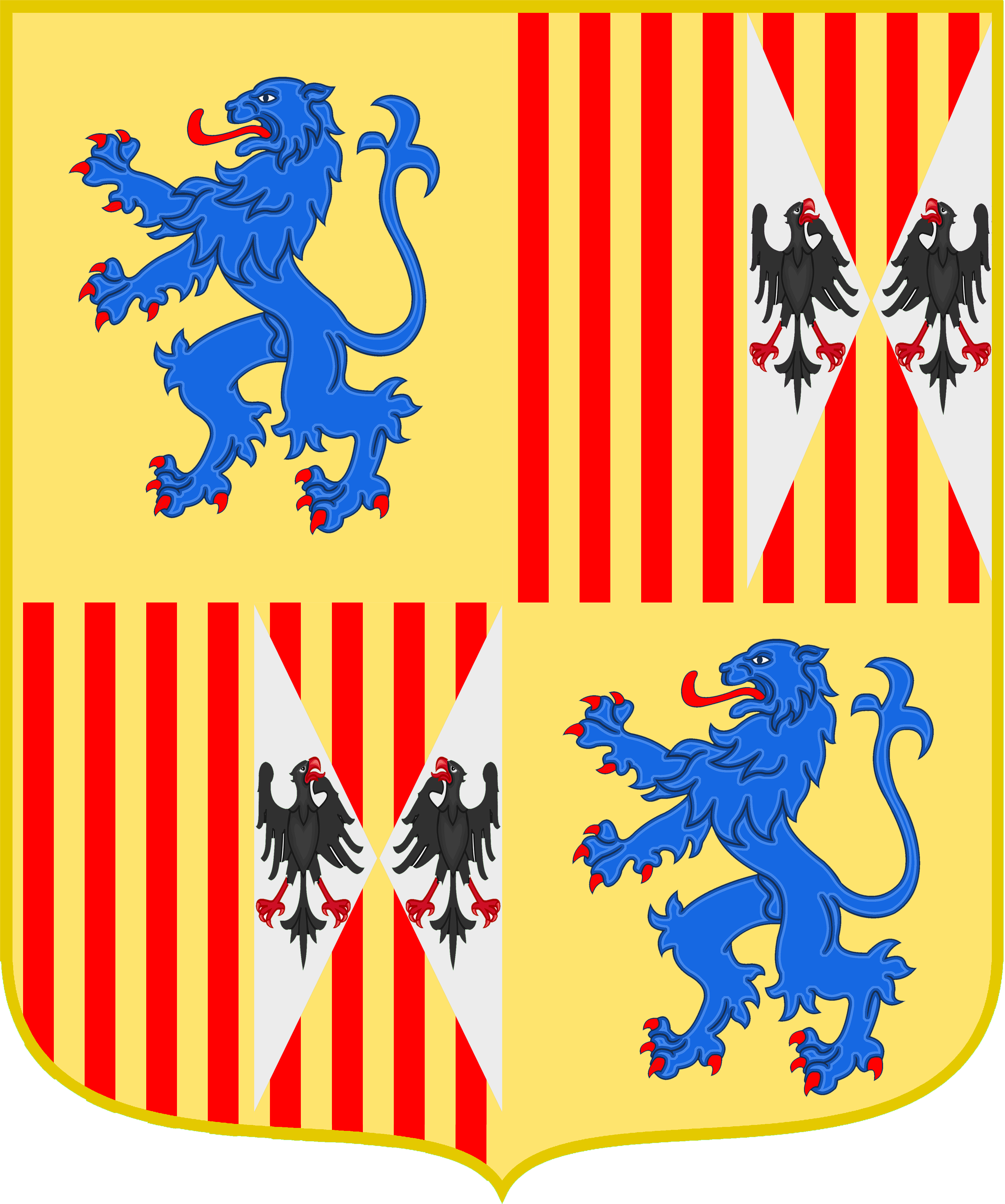
Stemma degli Acquaviva dopo l'assunzione dell'appellativo "d'Aragona"

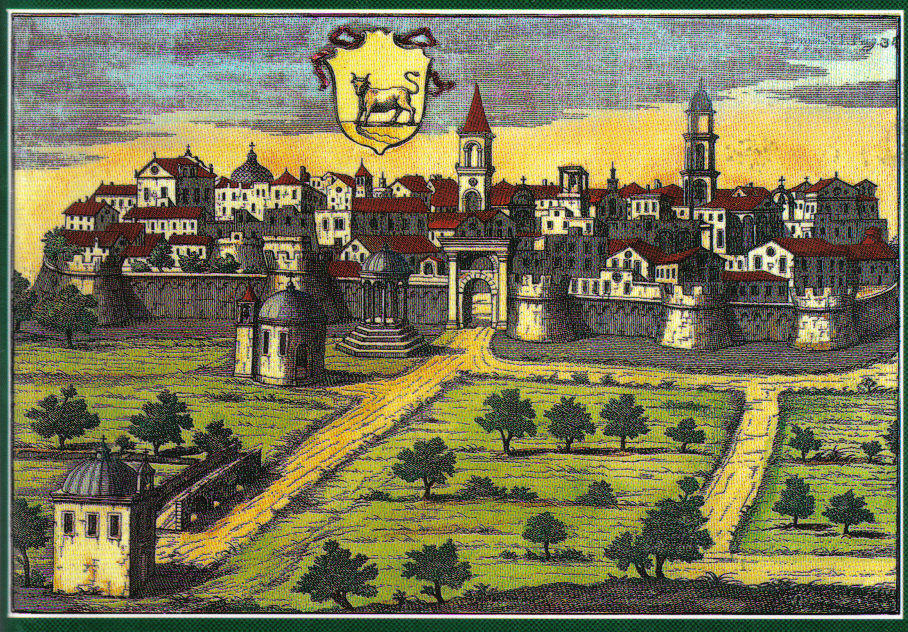
Immagine della città tratta da volume del 1732

Nel 1497 Federico I d'Aragona, ultimo re della dinastia aragonese di Napoli, assegnò il feudo di Nardò al conte Belisario Acquaviva, figlio di Giulio Antonio, duca d'Atri, morto nella battaglia di Otranto del 1481, e di Caterina del Balzo Orsini. A lui rimase la città quando, nel 1510, fu elevata a ducato. Egli riabbellì la città architettonicamente, rifece strade e scuole, favorì accademie e altre pubbliche istituzioni. Nel 1507, sotto il suo influsso, fu rifondata l'Accademia del Lauro, ma nonostante le sue qualità, rimase comunque un despota e un oppressore per i neretini, pretendendo che tutta la giurisdizione civile, penale ed ecclesiastica ricadesse nelle sue mani.
Nel 1528 le truppe francesi del capitano Lautrec, al fianco di Francesco I nella guerra tra Francia e Spagna per il Regno di Napoli, assediarono e occuparono Nardò, distruggendo interi tratti di mura e alcune chiese. Subito dopo però, i francesi fuggirono a causa della peste e la città tornò a essere di proprietà demaniale grazie all'intervento dell'imperatore Carlo V che aveva riscontrato nei neretini un'avversione nei confronti degli Acquaviva.
Nel 1532, tuttavia, la città tornò alle dipendenze della casata, nella persona di Giovan Bernardino Acquaviva, figlio di Belisario, e rimase sotto il dominio fino al 1806, quando il feudalesimo fu abolito.
Nel 1635 Fabio Chigi, patrizio senese e futuro papa Alessandro VII, fu nominato vescovo anche se non mise mai piede nella diocesi neretina. In quell'anno Nardò era governata da donna Caterina Acquaviva, che però morì l'anno successivo, il 1636, passando il testimone a suo figlio, Giovan Girolamo Acquaviva. Questi passò alla storia della città con il soprannome di Guercio di Puglia e fu la causa di una rivolta del popolo nel 1647. La sommossa fu repressa col sangue.

## Settecento e Ottocento
La città impiegò molti anni per riprendersi dalle orrende vicende della rivolta e solo agli inizi del Settecento tornò alla normalità, soprattutto all'elezione del vescovo Antonio Sanfelice del 1708 che nei trent'anni del suo vescovado incentivò innumerevoli attività culturali. La spinta culturale data dal vescovo alle arti fu talmente considerevole che portò alla manomissione di scritti e documenti da parte dell'archivista e bibliotecario Pietro Polidori e dallo storico Giovan Bernardino Tafuri, allora sindaco di Nardò e collaboratore del vescovo. Tali manomissioni furono effettuate per assecondare i progetti ambiziosi dell'alto prelato e dimostrare l'antichità dell'istituzione vescovile di Nardò rispetto a quella di Gallipoli e Otranto e per giustificare la stretta dipendenza dalla Santa Sede romana.
Del 1724 è la rinascita dell'accademia neretina chiamata degli "Infimi Renovati". Ma il rifiorire della cultura locale fu disastrosamente interrotto la sera del 20 febbraio 1743, quando un terribile terremoto scosse la città.
Il 29 aprile 1797 la città ricevette la visita del re Ferdinando IV di Napoli. Con l'abolizione del feudalesimo, la città non fu più soggetta alla tirannia della famiglia Acquaviva, che rimase però titolare di numerose proprietà. Furono eletti commissari governativi Mattia de Pandi, Antonio Tafuri e Giuseppe Bona.
Nel 1810 anche a Nardò si diffuse la Carboneria con la setta della Fenice Neretina.
Nel 1818 vi furono gli scontri fra i Carbonari e le truppe dei Borbone nelle campagne tra Nardò e Copertino.
In seguito all'unificazione del 1861, Nicola Giulio fu il primo sindaco del Regno d'Italia.

## XX secolo
Una fase importante per la storia contemporanea di Nardò fu l'immediato dopoguerra quando, tra il 1943 e il 1945, la popolazione neretina accolse a Santa Maria al Bagno un campo profughi di ebrei scampati ai campi di concentramento nazisti, organizzato dagli Alleati. I neretini, pur con le difficoltà della guerra, accolsero i profughi non protestando quando ad alcuni di essi furono requisite le case della villeggiatura, per ospitare gli ebrei. Anzi, i neretini furono solidali con gli ebrei e legarono con essi rapporti d'amicizia che tuttora durano. I profughi lasciarono impresse le tracce della loro permanenza attraverso dei Murales che narrano quegli anni.
Il 14 gennaio 2009 il sindaco di Nardò Antonio Vaglio, alla presenza del rabbino capo di Roma Riccardo Di Segni, dell'assessore al Mediterraneo della Regione Puglia Silvia Godelli, ha tagliato il nastro del Museo della Memoria e dell'Accoglienza, che all'interno custodisce i Murales Ebraici realizzati da Zivi Miller, sottoposti ad un'attenta e scrupolosa opera di restauro. Il Museo della Memoria e dell'Accoglienza è situato a Santa Maria al Bagno, sul Lungomare Lamarmora. Un'associazione culturale, l'APME (Associazione Pro Murales Ebrei), ha svolto opera di sensibilizzazione per circa vent'anni per realizzare il museo della memoria che si occupi di salvaguardare quei murales e di conservare la memoria di quegli anni di solidarietà e fratellanza grazie ai quali, nella commemorazione della Giornata della Memoria del 2005, il Presidente della Repubblica Carlo Azeglio Ciampi conferì, motu proprio, alla Città la Medaglia d'Oro al Merito Civile con la seguente motivazione: “Negli anni tra il 1943 ed il 1947, il Comune di Nardò, al fine di fornire la necessaria assistenza in favore degli ebrei liberati dai campi di sterminio, in viaggio verso il nascente Stato di Israele, dava vita, nel proprio territorio, ad un centro di esemplare efficienza. La popolazione tutta, nel solco della tolleranza religiosa e culturale, collaborava a questa generosa azione posta in essere per alleviare le sofferenze degli esuli, e, nell'offrire strutture per consentire loro di professare liberamente la propria religione, dava prova dei più elevati sentimenti di solidarietà umana e di elette virtù civiche.”
Il gonfalone della città è stato insignito del massimo riconoscimento il 25 aprile dello stesso anno, in occasione del LX anniversario della Liberazione, nel Palazzo del Quirinale.
Dal campo profughi di Nardò inoltre, transitarono importanti personaggi della storia del futuro Stato di Israele (una tra tutti Golda Meir) e per questi motivi la Città, oggi, è gemellata con quella israeliana di Hof Hacarmel Atlit, dove approdarono i profughi, una volta ripartiti dal campo di Nardò.
Fino al 1975 il territorio di Nardò comprendeva anche quello dell'attuale Comune di Porto Cesareo. In quell'anno (il 16 maggio 1975), grazie alla volontà dei residenti cesarini, Porto Cesareo ottenne l'autonomia e divenne Comune a tutti gli effetti.